# MALTA
MALTA（マルタ、1949年（昭和24年）9月19日 - ）は、日本のミュージシャン・サックス奏者。本名：丸田 良昭（まるた よしあき）。鳥取県倉吉市出身。

## 略歴
倉吉市立西中学校で吹奏楽部入部、13歳からサックスを吹き始める。
1964年（昭和39年）に佐々木道也・山本力、1966年（昭和41年）より阪口新に師事。早くからプロを目指していたが、両親には「将来は学校の教師になる」ということで納得させていた。
鳥取県立倉吉東高等学校を経て1973年（昭和48年）東京芸術大学音楽学部器楽科卒業。同年、バークリー音楽大学に留学、1976年（昭和51年）卒業。同校の講師を務める。
1978年、チャールス・ミンガスのアルバム『ミー、マイセルフ・アン・アイ』（アトランティック）の録音でランディー・ブレッカー、マイケル・ブレッカー、ジミー・ネッパー、リー・コニッツ、リッキー・フォード、ペッパー・アダムス、ロニー・キューバー、ラリー・コリエル、エディ・ゴメス、ジョー・チェンバースと共演。アルバム『サムシング・ライク・ア・バード』（アトランティック）の録音にも参加。
1979年からライオネル・ハンプトン楽団のコンサートマスターを経て、1983年にJVCと契約。アルバム『MALTA』で日本デビュー。
1987年、アルバム『SPARKLING』で第1回日本ゴールドディスク大賞、The Best Album of the Year（ジャズ・フュージョン部門）を受賞。
1980年代後半、自身の楽曲「SCRAMBLE AVENUE」「HIGH PRESSURE」「OBSESSION」をBGMに、レーサーの松本恵二や星野一義らを起用したJT・キャビンのコマーシャルが話題となった。
フジテレビ「邦ちゃんのやまだかつてないテレビ」では山田邦子率いる「やまだかつてないバンド」の一員として出演、番組内で誕生したユニット「やまだかつてないWink」の楽曲「“T” intersection ～あなたに戻れない～」を作曲。
2002年、中央競馬・札幌記念にて生ファンファーレを演奏。
2004年、通算27枚目、自身初のJAZZアルバム「MANHATTAN IN BLUE」（N.Y.録音）発売。スイングジャーナル選定、ゴールド・ディスク。その後、同アルバムを高音質版XRCD24で発売。
2005年6月に東京・大阪で開催された「Fete de la Musique au Japon 音楽の祭日」（フランスで24年前に生まれ、2002年から日本でも開催され世界126ヶ国で、6/21に同日開催）の名誉顧問。
2008年、「BRASS／MALTA with シエナ・ウインド・オーケストラ」発売。通算33枚目、初の吹奏楽共演アルバム。
2009年2月15日、インターネットラジオ 「角淳一の声ブログ第2話」出演。 
2010年、自主レーベル「アトラム・インターナショナル・エンタープライズ」設立。
2010年12月15日発売、原田徳子（元C.C.ガールズ）『Harada Noriko 1st』収録曲「哀しき街」レコーディング参加。 （2009年8月8日 一口坂スタジオにてレコーディング）
2011年1月21日、コットンクラブにて「MALTA JAZZ BIG BAND」結成ライブ。
2012年、ライブDVD「JAZZ UP!～MALTA JAZZ BIG BAND～」発売。
2013年、デビュー30周年記念CD2枚組「MALTA Rock’n / Love Balladz」発売。
同年、「MALTA+イレブンオーケストラ」、「MALTA七人のサムライジャズ」のユニットをスタート。
2014年 MALTAが開発時から細部にまで吹きやすさと音質を追求したアルトサックス用「MALTAモデルメタルマウスピース」を発売。
2015年 アルトサックス用「KOOL FIRING シリーズ ハード・ラバー・マウスピース」「MALTAモデルリガチャー」発売。
2015年より新作アルバムを自身の誕生日である9月19日にリリースしている。
2016年、東京藝術大学卒業生を中心としたジャズ・クラシックアーティストのプロデュース、CDデビューを手掛ける。
2020年9月19日、CD『FLy Away Setting』発売、米子市のGOOD BLESS GARDEN「GOCHI」にて記念ライブ開催。
MALTAの楽曲は、テレビ・ラジオ番組のBGM（主にオープニング・エンディングテーマなど）として使用されることがある。

## 演奏以外の活動
「全日本高等学校選抜吹奏楽大会」では審査員をつとめ、1991年から“MALTA賞”が設立。
1996年、京都芸術大学・京都芸術短期大学の客員教授、東京コンセルヴァトアール尚美の特別講師も務めるほか、2007年（平成19年）に大阪芸術大学の客員教授にも就任。音楽理論・アンサンブル等の教鞭をとる。
2008年、大阪芸術大学の教授に着任。
2011年より倉吉市の観光大使に就任。「倉吉打吹天女音楽祭」の音楽監督。
2013年〜2018年、母校である東京藝術大学の「ジャズ in 藝大」音楽監督・ 出演。
2014年、東京藝術大学客員教授就任。
2020年より鳥取県、山陰地区の中海再生プロジェクトに賛同。同年2月14日、米子空港にてアマチュアとのコラボ企画と「大山ブランド会の大使」任命式が行われ、地元の活性化にも精力的に尽力。山陰活性化プロジェクトに伴い山陰の魅力を満載したオフィシャルサイトを開設。
教則本の出版、TV出演。全国のアマチュア吹奏楽団・ビッグバンドのクリニック、ジョイントコンサートの共演など文化教育面に力を注ぎ、後輩の育成、プロ・アマチュアを問わず音楽発展に尽力。

## ディスコグラフィ
特記の無いものはJVCレーベルからの発売。

### アルバム
1. MALTA（1983）
2. SWEET MAGIC（1984/09/21）
3. SUMMER DREAMIN'（1985/08/21）
4. SPARKLING（1986/05/21）
5. HIGH PRESSURE（1987/06/21）
6. MY BALLADS（1987/12/01）
7. OBSESSION（1988/05/11）
8. MY HIT&RUN（1988/12/07）
9. S･A･P･P･H･I･R･E（1989/05/21）
10. FACE TO FACE（1989/06/07）
11. MY FAVORITES（1989/12/06）
12. EMISSION（1990/06/21）
13. EXCELSIOR（1991/09/21）
14. COCAGE（1992/07/22）
15. NEWS NA AITSU（ドラマ「ニュースなあいつ」サウンドトラック）
16. MY SOPRANO（1993/11/21）
17. FELICIA（1994/07/06）
18. WHEN YOU WISH UPON A STAR（1994/11/23）（ディズニー作品音楽のカヴァー）
19. LOVERS' STREAM
20. UK UNDERGROUND（1996/06/21）
21. CINEMATRIX（1997/06/21）
22. SUMMER BEST（1998/07/23）
23. apasionado（1998/09/23）（タワー・オブ・パワーとのジョイント）
24. The Ballads（1999/03/20）
25. ONE MORE CHANCE（2001/03/23）
26. HALF MOON STREET（2003/04/23）
27. MANHATTAN IN BLUE（2004/01/21）
28. WINTER BEST（2004/12/08）
29. BRASS（2008/09/24）（シエナ・ウインド・オーケストラとのジョイント）
30. MY STARDUST -Jazz Standard-（2010/09/29、アトラム・インターナショナル・エンタープライズ）
31. DROPFLAME -My Hit Songs-（2010/09/29、アトラム・インターナショナル・エンタープライズ）
32. MALTA de Chopin（2010/11/24）
33. LIVE IN JAPAN -Jazz Up, Back Up, Dress Up,-（2011/01/19、アトラム・インターナショナル・エンタープライズ）
34. MALTA Jazz Big Band 〜TOKYO Live〜（2011/07/20、アトラム・インターナショナル・エンタープライズ）
35. MALTA Rock’n / Love Balladz（2013/11/27、アトラム・インターナショナル・エンタープライズ）
36. GRADUATE（2015/09/19、アトラム・インターナショナル・エンタープライズ）
37. Miracle Rainbow（2016/09/19、アトラム・インターナショナル・エンタープライズ）
38. MALTA PLANET（2017/09/19、アトラム・インターナショナル・エンタープライズ）
39. MALTA 〜Festa〜（2018/09/19、アトラム・インターナショナル・エンタープライズ）
40. MALTA〜Like You〜（2018/09/19、アトラム・インターナショナル・エンタープライズ）
41. Beside You（2019/09/19、アトラム・インターナショナル・エンタープライズ）
42. Fly Away Setting （2020/09/19、アトラム・インターナショナル・エンタープライズ）
43. I Love DAiSEN -アイラブ大山- （2020/09/19、MUSIC&FOOD-DAiSEN）

## 著書
- MALTA『マンハッタン・ドリーミン』角川書店（原著1985年8月）。ISBN 978-4048831871。 (自伝)
- MALTA『マルタのサックス修行一直線』音楽之友社（原著1998年12月10日）。ISBN 978-4048831871。

## テレビ番組出演
放送開始順。ゲスト出演は除く。
- ヤングスタジオ101（NHK総合）
- TVグラフィック42番街（テレビ神奈川）※ 司会者
- アッコのおかしな仲間（日本テレビ）※ レギュラーMC
- 日榮サウンドポートMALTA（テレビ神奈川、横浜どんたく特別番組、75分、1989年6月）※日榮不動産1社提供の横浜どんたく開催時の特別ライブ番組。
- MALTAでNIGHT（テレビ東京）※司会者、地元山陰でも山陰中央テレビ[4]でネットされた。
- びいどろで候〜長崎屋夢日記（NHK総合）
- 邦ちゃんのやまだかつてないテレビ（フジテレビ）
- ときめき夢サウンド（NHK総合）
- タモリの音楽は世界だ!（テレビ東京）
- 山陰・夢みなと博覧会特別番組（全国ケーブルテレビ衛星配信機構、120分、1997年7月）
- 響け!みんなの吹奏楽（NHK衛星第2）
- ナカイの窓 3時間スペシャル(日本テレビ)
- 踊る!さんま御殿!!(日本テレビ)
- パルディア (中海テレビ)※吉本芸人のおかっちにサックス指導
- なまラテ(山陰放送)

## CM
- 太陽誘電 That'sオーディオテープ
- 日本たばこキャビン (High Pressure、Obsession、ミッドナイトトレイン、ZOOM)